# Sărmaș, Harghita
Sărmaș este satul de reședință al comunei cu același nume din județul Harghita, Transilvania, România.

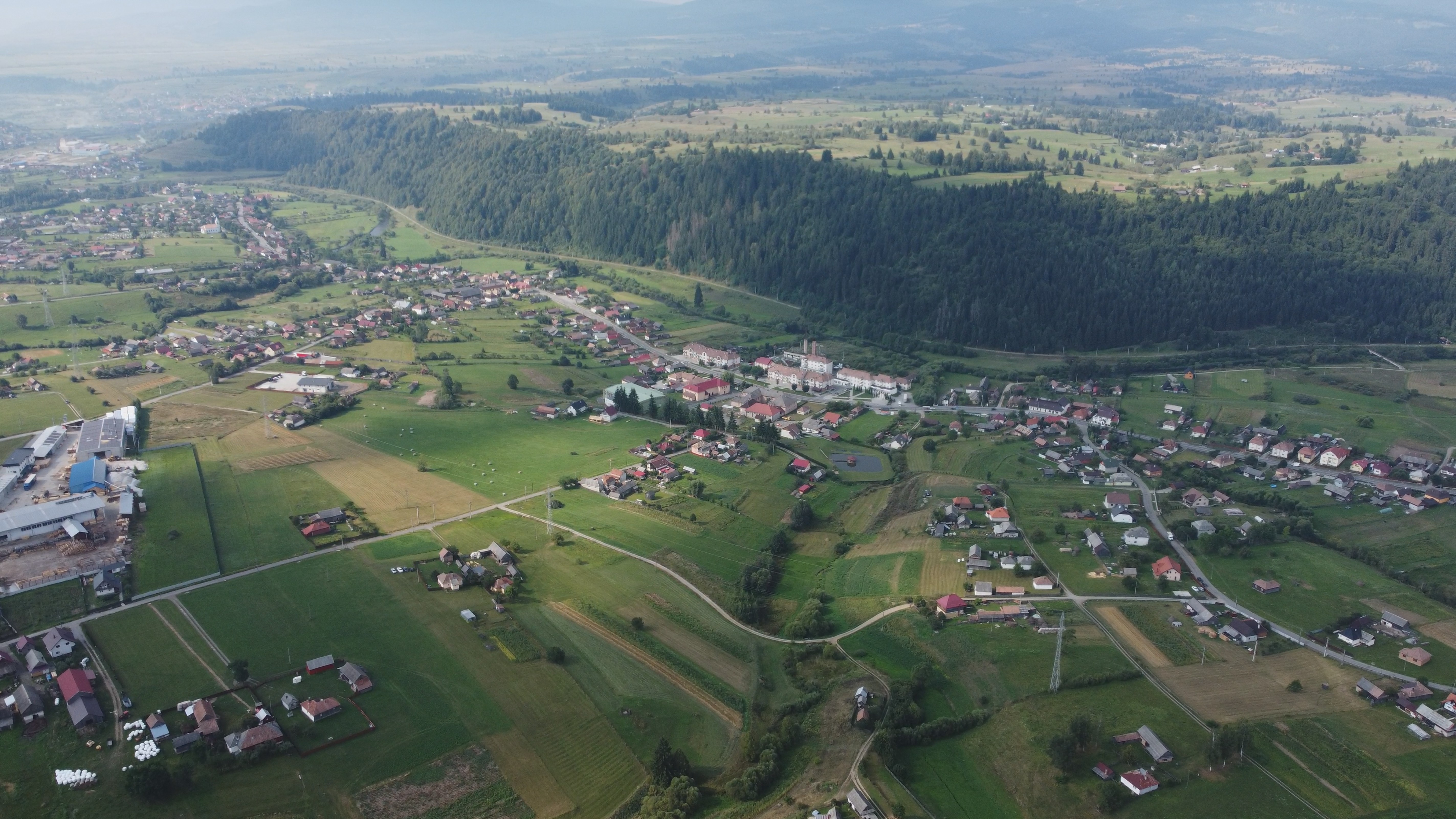